# Alberto Breccia
Alberto Breccia (Montevideo, 15 april 1919 - Buenos Aires, 10 november 1993) was een Argentijnse striptekenaar.
Alberto Breccia werd geboren in Uruguay maar was Argentijn en leefde vanaf zijn derde ook in dat land. Hij debuteert al op zijn zeventiende als striptekenaar met een humoristische strip in het tijdschrift El Recreo. Vanaf 1938 kiest hij voor een realistische tekening met helden als Kid del Rio Grande en El Vengador. In 1944 volgen Gentleman Jim voor het tijdschrift Bicho Feo en Puno Blanco voor La Razon. In 1945 tekent hij Jean de la Martinica voor Patoruzito. Tijdens de jaren vijftig geeft Breccia les aan de Escuela Panamericana de Arte en tekent hij weinig strips. In 1957 volgt een eerste samenwerking met de Argentijnse scenarist Héctor Oesterheld met de strip Sherlock Time. Met Oesterheld maakte hij ook verschillende kortverhalen voor de Britse markt. Tijdens de jaren zestig maakt dit koppel de strips Mort Cinder (1962), Richard Long (1966) en een herneming van de successtrip El Eternauta (1968). Door critici wordt deze periode aanzien als het hoogtepunt van het oeuvre van Breccia, met gedurfde keuzes in schaduwen, contrasten en portrettering van de personages. Stilaan kreeg Breccia problemen met de censuur in Argentinië. Tussen 1972 en 1974 werkte Breccia voor de Italiaanse markt, voor het tijdschrift Corriere dei Piccoli met de strip Squadra Zenith en voor Il Mago met de strip Cthulhu (naar Lovecraft). Naar Edgar Allan Poe maakt hij de strip El corazon delator en met scenarist Carlos Trillo maakt Breccia de strip Nadie. In 1984 volgt de strip Perramus op scenario van Juan Sasturain voor het tijdschrift Eternauta. Deze fabel is een nauwelijks verhulde afrekening met de totalitaire regimes in Argentinië en Zuid-Amerika.